# 卡尼庫拉山

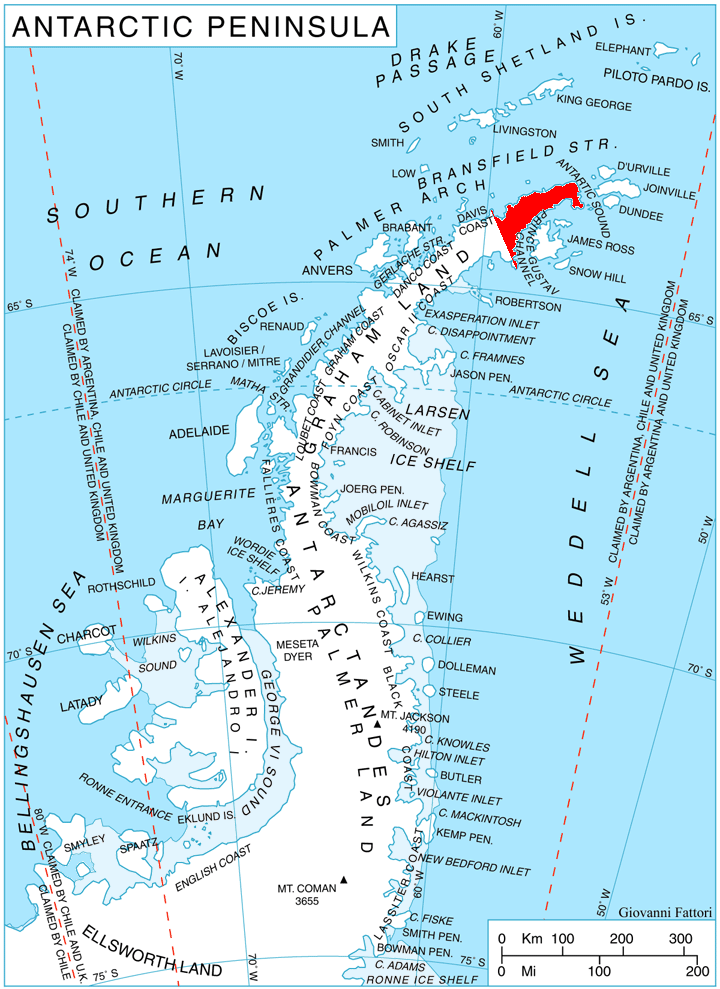

卡尼庫拉山（英語：Mount Canicula）是南極洲的山峰，位於特里尼蒂半島中部，兩座山峰海拔高度分別是890米和825米，該山峰在1946年由英國的探險隊繪入地圖，現時由南極條約體系管理。